# Njemačka četa Ernst Thälmann
Njemačka narodnooslobodilačka četa „Ernst Thälmann“ formirana je 15. kolovoza 1943. u selu Slatinski Drenovac kraj Slatine od oko 40 pripadnika njemačke nacionalne manjine i izvjesnog broja Hrvata i Srba iz Slavonije.
Četa je dobila naziv po tadašnjem generalnom sekretaru KP Njemačke, Ernstu Thälmannu.
Djelovala je u sastavu Podravskog partizanskog odreda, a kasnije u sastavu Dvanaeste slavonske divizije NOVJ-a.
Pored petokrake zvijezde, njezini borci nosili su i njemačku nacionalnu zastavu. Borci čete bili su popularno poznati pod imenom Thälmannovci.

## Borbeni put čete
Četa je osnovana nakon dogovora između načelnika stožera Šestog korpusa Mate Jerkovića i sedmorice boraca njemačke narodnosti (Ivan Johan Muker, Rudolf Vaupotich, Adam Steinbrickner Žan, Johann Kautzmann, Andreas Sommer, Josef Bot, Johann Fletz). Odlukom stožera utvrđeno je da će se naredbe u četi izdavati na njemačkom jeziku.
Na svoj prvi marš, četa je krenula 18. kolovoza. Ubrzo se u Hum Varoši pridružila mađarskom bataljunu „Sándor Petőfi“ i krenula u misiju pridobijanja novih boraca po Podravini.
Četa je sredinom rujna 1943. imala prvi okršaj, napavši domobransku kolonu na putu Virovitica–Slatina. Krajem rujna sudjelovala je u napadu na blindirani vlak na pruzi Virovitica–Slatina. U drugoj polovini listopada, četa je upala u ustašku zasjedu. Poginulo je 5 boraca čete, što je označilo sve veći gubitak njenih boraca. Tijekom studeng, četa se nekoliko puta sukobila s 15. ustaškom bojnom iz Slatine.
Najteži dan za četu bio je 28. studenog 1943. kada ju je na putu Našice–Slatina presreo njemački oklopni puk; četa je pretrpjela gubitak 1/3 boraca, odnosno 17 poginulih. Četa je ubrzo bila popunjena borcima njemačke narodnosti iz ostalih partizanskih postrojbi.
Sredinom prosinca 1943., četa je priključena Osamnaestoj slavonskoj brigadi i sudjeluje u napadu na Đakovo. Nakon borbi za Đakovo, bataljun u čijem je sastavu bila četa, prebačen je u sastav 25. brodske brigade, nakon čega je sudjelovala u napadu brigade na Gorjane kod Đakova. Tijekom prosinca sudjelovala je i u rušenjima telefonsko-telegrafskih veza, napadima na manje objekte i postavljanju zasjeda na komunikacijama Osijek–Virovitica, Daruvar–Banova Jaruga i Osijek–Vinkovci, te napadu na Našice. U noći 1./2. siječnja 1944. godine, borci čete prekopali su cestu i srušili prugu Novska–Okučani, napali žandarmerijsku postaju u Rajiću, sudjelovali u napadu na selo Pčelić 5./6. ožujka, te Slatinu 4./5. travnja. Četa je krajem lipnja imala 28 boraca. Tijekom ljeta 1944. godine, djelovala je na području Podravine i Posavine.
Pošto je priljev novih boraca njemačke narodnosti bio izuzetno slab, Glavni štab NOV i PO Hrvatske odlučio je 4. studenog o prestanku postojanja čete „Ernst Thälmann“ pod tim imenom, te je dobila numeraciju kao i ostale čete NOVJ-a. Na dan ukidanja u njezinom je sastavu bilo samo 5-6 boraca koji su prisustvovali njezinom prvom formiranju u Slatinskom Drenovcu. Unatoč stradanjima koja je pretrpjela, nitko iz ove čete nije nikada dezertirao, predao se, nestao ili izdao svoje suborce.
Kroz četu je prošlo više od stotinu boraca, a tek je njih 10 preživjelo rat.

## Vanjske poveznice
- Partizanska četa Ernst Thälmann, pristupljeno 6.3.2023.
- NAIL REDŽIĆ: TELMANOVCI (Zapisi o njemačkoj partizanskoj četi »Ernest Telman«)  Arhivirana inačica izvorne stranice od 9. ožujka 2023. (Wayback Machine)
- Hrvatski “folksdojčeri” u Partizanima, pristupljeno 6.3.2023.
- Partizanska jedinca Ernst Thälmann, pristupljeno 6.3.2023.